# Páez
I Paeces [sing. Páez], o anche Nasa = gente, sono un gruppo etnico della Colombia, con una popolazione stimata di circa 140.000 persone. Questo gruppo etnico è principalmente di fede animista sincretica con il cattolicesimo ed una minoranza appartiene a movimenti protestanti pentecostali e carismatici.
L'idioma tradizionale è il Páez o anche Nasa Yuwe (yuwe = bocca). (D:Pitayo-PBB01).
Vivono principalmente sulla cordillera central (Colombia) delle Ande, ad un'altitudine compresa fra i 1600 e i 3000 metri, intorno a Popayán, e sono presenti nei dipartimenti del Cauca, Huila e Putumayo. Il centro storico e culturale di questo popolo è la regione di Tierradentro .

## Storia
Non esiste chiarezza sull'origine del popolo Páez, è probabile che "sia il risultato di molteplici ed intensi processi di assimilazione interculturale tra diverse comunità etniche al quale concorsero sicuramente pratiche politiche, forme di controllo e subordinazione, accordi ed alleanze, ecc. O almeno così indicano le cinque variazioni dialettali dell'idioma, i diversi tratti fenotipici e le diverse versioni mitiche di origine" (Gómez y Ruiz, 1997).
A favore della teoria che sostiene una origine amazzonica, legata all'etnia Caribe, ed ipotizza l'insediamento in Tierradentro (Huila) all'inizio del XIV sec. depongono i seguenti fattori:
- la pratica pre-colombiana di prendere la testa del nemico come trofeo;
- la similitudine del mito di origine della "culebra lameña" con quello dell'anaconda dei Tucano del Vaupés;
- la similitudine tra la terminologia di parentela dei Nasa e quella di gruppi amazzonici;
- le strette relazioni con le etnie Pijao, Yalcona, Omagua e Panches;
- il regime di autorità caciccale che reggeva solo in caso di guerra e non beneficiava di tributi, come invece accadeva nei gruppi andini come i vicini guambiani;
- la pratica di una agricoltura basata sull'incendio della parcella da coltivare, la quale non è recintata (come avviene tra i guambiani, i coconuco e gli yanacona), ma confina direttamente con la vegetazione silvestre e necessita di superfici maggiori.

D'altra parte, però, esistono tratti che deporrebbero a favore di una procedenza andina:
- lo sciamanesimo amazzonico praticato da Inga ed Epera si fonda sul yagé o pildé (Banisteriopsis caapi), che permette di "vedere i poteri dell'incontrollabile", mentre i the' wala (sciamani) Nasa fondano il loro sciamanesimo sulla capacità di percepire tali poteri attraverso di flussi energetici che percorrono il corpo, questa facoltà è affinata dall'uso di alcune piante, coca in primis;
- la lingua Nasa apparterrebbe, secondo la classificazione effettuata da Paul Rivet nel 1946, alla macro-famiglia Chibcha [1]

Nel bacino del fiume Cauca si incontrano toponimi di provenienza Nasa quali Cali (kaly = tessuto intrecciato senza aghi), Chipichape (choclo cotto, choclo = mais acerbo), Yumbo (inondazione, riva del fiume, grande fiume), Buga (grande pentola), Tuluà (orti), Yotoco (ravvivare la fiamma col mantice), Dagua (nome d'albero), Quilichao (versare ciò che è fuso), Jamundì (strada a sinistra), Petecui (vecchio), laguna de Sonso (zonz = rana).
Su questo elemento si fonda l'ipotesi secondo cui i Nasa siano stati protagonisti della fase finale della cultura "Calima", in cui si distinsero come orafi, vasai ed agricoltori. A seguito dell'invasione spagnola si rifugiarono sulle montagne della cordigliera centrale. A questa epoca risale il nome di Paeces, che sarebbe la storpiatura castigliana di "pats" = "a destra" (del fiume Cauca) che mantengono tuttora.
Per molte generazioni i Páez furono un popolo guerriero e temuto, nella tradizione orale è rimasta memoria delle guerre con gli "abitanti dello spazio di sotto" ovvero i Pijao, di origine Caribe.
L'arrivo dei conquistadores spagnoli li spinse ad allearsi con i vecchi nemici, come nel caso della federazione di Yalcones, Paeces, Piramas e Guanacas, organizzata nel 1538 dalla cacica Gaitana con l'appoggio di Pigoanza, cacique degli Yalcones, per vendicare l'assassinio del figlio, bruciato vivo per ordine del capitano Pedro de Añasco al quale aveva rifiutato il tributo. Catturatolo in un'imboscata gli cavò gli occhi e lo esibì come trofeo per tutta la regione fino a che non cadde morto.
Nel 1540 Juan de Ampudia tentò nuovamente di sottomettere i Páez, ma anch'egli venne sconfitto.
La battaglia del Peñon de Talaga (1541), nel cuore di Terradentro, dove venne sconfitto l'esercito di Belalcázar giunto col proposito di "castigare le insolenze degli indios" mise fine alla possibilità di sottomettere i Páez per via militare, nonostante lo tentassero in seguito Domingo Lozano (1562) e Bartolomé Talabera (1563).
Nel 1613 i gesuiti, chiamati dall'allora governatore di Neiva Juan de Borja, cominciamo l'opera di evangelizzazione in Tierradentro, ma dovettero ritirarsi nel 1640 a causa del persistente rifiuto da parte dei Páez; nel 1682 giunsero i francescani, poi sostituiti dai diocesani nel 1689. Il processo di evangelizzazione portò alla progressiva distensione nelle relazioni tra indigeni e spagnoli, pur con livelli di conflittività sempre alti.
Il clima di guerra permanente contro i conquistadores è testimoniato dalle rime del cronista Juan de Castellanos che scrive:
las prevenciones y las diligencias
porque todas las noches y los días
venían a guerreras competencias
.....
No pasaban día sin bullicio
ni noche que quiete de durmiese;
velar y pelear es el oficio,
sin que ninguno reposar pudiese.
Matábanles los indios de servicio
al descuido menor que se tuviese,
y en un momento, ya varón ya hembra,
por la cruel canalla se desmiembra
.....
Y tan alborotados los terrenos
que miedo de morir era lo menos»
le precauzioni ed i provvedimenti
perché tutte le notti ed i giorni
venivano a guerriero confronto
.....
Non passavano giorno senza clamore
ne' notte che tranquilli di dormisse
vegliare e combattere è il compito
senza che nessuno possa riposare.
Li uccidevano gli indios di servizio
alla minima disattenzione che avessero,
ed in un momento, sia uomo che donna
dalla crudele canaglia è smembrato
.....
e tanto in subbuglio le terre
che la paura di morire era la minore»
(Juan de Castellanos, Elegías de Varones Ilustres de Indias)
Al principio del XVIII secolo la corona spagnola concesse a Juan Tama (cacicco di Pitayó, Jambaló, Quinchaya, Pueblo Nuevo, Caldono, Vitonco e Wila) e Manuel de Quilos y Sicos (cacicco di Toribio) il riconoscimento come resguardos dei territori da loro governati. Con la Real Cedula del 1701 venivano istituiti i resguardos riconoscendo l'autorità dei cacicchi. In cambio i Páez accettavano la giurisdizione coloniale e l'invio di missionari cattolici.

In quell'epoca i Páez ancora sfruttavano miniere di rame e ne lavoravano il metallo, produzione poi sostituita da prodotti importati. La perdita di identità fu strettamente connesso all'erosione delle basi economiche e dalla continua riduzione dei territori.
Con l'avvento della repubblica della Gran Colombia, il governo di Simón Bolívar riconobbe i titoli dei resguardos, sostituì i cacicchi con cabildos, consigli elettivi ricalcati sul modello spagnolo, ed auspicò la restituzione delle terre usurpate. Nella pratica ciò non avvenne e proseguì l'erosione di territori Páez ad opera di latifondisti e coloni, da parte sua il governo accettava le registrazioni di terre di resguardo con titoli di proprietà privati. 
Questo costrinse i Páez a ritirarsi progressivamente nei territori montagnosi marginali o a divenire terrazgueros ovvero a prestare giornate di lavoro non retribuito nella tenuta del terrateniente in cambio del diritto ad occupare e coltivare una parcella all'interno della tenuta stessa.
All'alba del XX secolo i cabildos esistevano solo formalmente, in realtà desautorati dei loro poteri, e le terre dei resguardos erano considerate baldías ovvero terre di libera colonizzazione.
Nel 1915 sorse una resistenza armata guidata da Manuel Quintin Lame Chantre (1880-1967), ex-caporale dell'esercito colombiano che aveva combattuto con i conservatori nella guerra dei mille giorni. 
Conosciuta come "la quintinada" tale rivolta rivendicava:
- difesa dei territori indigeni e rifiuto di qualunque legge che ne minacciasse l'integrità
- sovranità dei cabildos all'interno dei resguardos
- restituzione dei terreni usurpati dai terratenientes e rifiuto di qualunque titolo di proprietà che non si fondasse sulle "cédulas reales"
- non sottomissione al terraje
- rifiuto e condanna della discriminazione razziale contro gli indigeni

L'insurrezione venne soffocata nel 1920 con la cattura e l'esilio di Manuel Quintin Lame nel Tolima, al contempo la legge 104 del 1919 ratificò la divisione dei resguardos in proprietà private.
La guerra civile colombiana conosciuta come "La Violencia" che seguì all'omicidio di Jorge Eliécer Gaitán nel 1948 (cosiddetta Bogotazo) causò la perdita di ulteriori terre di resguardo e la distruzione delle organizzazioni indigene.
Il 24 febbraio 1971 nacque a Toribío il Consejo Regional Indígena del Cauca - CRIC, che riuniva anche altri popoli indigeni del Cauca, con il proposito di recuperare ed ampliare le terre di resguardo, rafforzare i cabildos, non sottomettersi al terraje, far conoscere e rispettare la legislazione indigena, difendere la cultura e formare insegnanti indigeni. L'azione di questo organismo collegiale ha permesso nel tempo il riconoscimento di 554.000 ettari come resguardos.
Nel 1975 venne nominato parroco di Toribio il diocesano Alvaro Ulcué Chocué, primo sacerdote Páez della storia, il quale seppe mettere fine alla guerra partitica che vedeva contrapposti i resguardos di Tacueyò, Toribio e San Francisco, legati rispettivamente ai partiti conservatore, liberale e comunista, riunendo le comunità attorno alla comune identità Páez. Recuperata l'unità propose un programma di sviluppo integrale della comunità, rappresentato graficamente da una mano le cui dita rappresentavano la terra, la casa, l'istruzione e la salute, il pollice era l'evangelizzazione. Dall'8 al 12 settembre 1980 si riunirono nella vereda Santa Rita (resguardo di San francisco, municipio di Toribio) 143 persone, per dare avvio alla realizzazione di quel programma, era l'inizio del Progetto Nasa, organizzazione locale ancor oggi esistente.
Il 10 novembre 1980 Alvaro Ulcué Chocué venne assassinato con tre colpi di pistola da due sicari in motocicletta mentre nella sua auto attendeva che gli si aprisse il cancello della casa delle suore Laurite a Santander del Quilichao.
Negli anni '80 sorse il "Movimiento Armado Quintin Lame", movimento guerrigliero composto da Páez con l'obiettivo di difendere le comunità dalla violenza della guerra, addestrato ed appoggiato dall'M-19 in chiave anti-FARC. A seguito degli accordi di pace del 1990 tra M-19 e governo del presidente Virgilio Barco Vargas, nel 1991 anche il Quintin Lame si smobilitò.
Nel 1991 la rinnovata Costituzione Colombiana riconobbe i diritti dei popoli indigeni, tra i quali l'autonomia dei cabildos (art.246 e 330) e l'inalienabilità delle terre di resguardos (art.63), oltre a rimuovere la definizione giuridica di "minori d'età" fino ad allora applicata agli indigeni.

## Organizzazione
L'attuale struttura socio-politica dei Nasa si fonda sul sistema assembleare. In ogni resguardo o comunità viene eletto il cabildo, retto da un governatore, il mandato è annuale, solitamente rinnovato per l'anno seguente . Il governatore riunisce in sé potere esecutivo e parte di quello giudiziale, mentre il potere legislativo è nelle mani dell'assemblea che interviene anche nella determinazione dei castighi, non esiste un codice di leggi scritte.
I cabildos hanno scelto di mantenersi neutrali rispetto al conflitto armato che vede confrontarsi le varie denominazioni di guerriglia e l'esercito colombiano. La sicurezza della comunità è garantita dalla guardia indígena, composta da circa 7000 volontari uomini e donne muniti di "chonta" un bastone cerimoniale simbolo della loro autorità.
Molti cabildos sono riuniti in associazioni zonali, le quali fanno riferimento al CRIC, il quale è riconosciuto dal governo colombiano come autorità tradizionale ed al quale vengono girati fondi di trasferenza dalla fiscalità generale per l'amministrazione dei resguardos (decreto 1718 del 2001).
Tra le associazioni zonali più rappresentative si ricordano:
- Asociación de Cabildos Indígenas del Norte -ACIN-, che riunisce cabildos del nord del Cauca
- Asociación de Cabildos Nasa Çxhāçxha, che riunisce i 19 cabildos del municipio di Páez
- Asociación de Cabildos Juan Tama, che riunisce i 9 cabildos del municipio di Inzá
- Ukawe's' Nasa C'hab, che riunisce i 9 cabildos del municipio di Caldono

### Giustizia
La sanzione dei delitti nelle comunità Nasa è compito del governatore coadiuvato dal "cabildo", nei casi più gravi convoca un'assemblea per decidere il castigo. Esistono vari tipi di sanzione:
- fuetada: il condannato viene fustigato sulle gambe con una corda. Nel giugno 2000 un dirigente indigeno accusato di adulterio è stato fustigato assieme alla sua amante, egli stesso ha affermato "come indigeno Páez sono orgoglioso di aver ricevuto questo castigo, perché è glorificare la mia razza"[8];
- cepo: derivato dalla gogna a cui il condannato viene sospeso per un tempo deciso a seconda del crimine;
- refresco: in sé non è un castigo, ma una pratica religiosa, può essere però ordinato per quei delitti che siano ricondotti ad una alterazione dell'equilibrio spirituale, consiste in un rituale di purificazione da svolgersi di notte in prossimità di un corso d'acqua o un lago e può terminare con un bagno nelle acque gelate. Fu il castigo del senatore Jesus Piñaque per aver sfidato l'autorità dell'assemblea appoggiando un candidato alla presidenza della repubblica non gradito alla comunità;
- calabozo: incarceramento in una cella che si trova nella sede del cabildo, nei casi più gravi il condannato può essere inviato alle carceri governative.
- destierro: applicato nei casi più gravi, comporta l'esilio dal territorio del resguardo.

## Miti e cosmologia
La cosmologia Páez considera centrale il concetto di casa (yet o yat in alcuni dialetti) come spazio e riparo per la costruzione della vita. La casa è concepita come un organismo ed ha un cuore (il focolare o tulpa), occhi (le finestre), bocca (la porta), fianchi (le pareti) e gambe (le colonne) [4]
Il mito delle origini racconta come Ëete Ksxaw ("lo spirito dello spazio") creò il mondo ed i primi spiriti, i quali all'assumere un corpo cominciarono a farsi danno l'un l'altro, così ognuno cominciò a costruire la propria casa.
I principali eroi mitici sono:
- Dxi'pam il volto del tuono che combatté piajos e spagnoli armato di fionda i'suth
- Juan Chiracol o Sxî'hra'cu' figlio di una "tigre" (probabilmente un puma) e di una indígena
- Juan Tama, è un personaggio storico avvolto dalla leggenda, egli stesso si definiva a' luucx (figlio della stella), nato dall'unione tra una stella (a') ed una laguna (yu') e partorito in una piena del fiume, dove è stato raccolto dai the' wala (sciamani). Si narra che non sia morto, ma sia tornato ad immergersi nella laguna da cui è nato.

## Religione
La maggioranza dei Nasa vive una religiosità sincretica, in cui si fondono elementi sia sciamanici che cattolici. Nelle comunità Nasa sono ancora presenti sciamani (the' wala, detti anche "medici tradizionali"), "parteras" (levatrici) ed i "pulseros", che hanno funzioni sia mediche che spirituali, poiché nella concezione Páez la salute fisica è strettamente legata a quella spirituale.
Nel 1975 venne ordinato il primo sacerdote cattolico Páez, Alvaro Ulcué Chocué, fino al 2009 sono stati ordinati??? sacerdoti Nasa.

## Población
La popolazione Páez è stimata in circa 140.000 individui. La maggioranza (numero?) vive nel dipartimento del Cauca, altri nel Valle del Cauca, Tolima e Huila. Una minoranza vive nel Caquetà e Putumayo, dove arrivarono come profughi durante il periodo detto "La Violencia" (1946-58), la migrazione nell'area amazzonica continua al giorno d'oggi attraverso programmi di migrazione gestiti dal CRIC per ovviare la scarsità di terre.

## Economia
La maggioranza dei Páez pratica l'agricoltura di sussistenza, con basse rese per l'uso di tecniche di coltivo antiquate e del "taglia e brucia". La forma di coltivo tradizionale è detta tul e consiste in una parcella il cui si coltiva un po' di tutto, solitamente associando le coltivazioni, per esempio il mais viene seminato assieme ai fagioli, così che il fusto del primo fornisca al secondo l'appoggio per crescere.
Le coltivazioni più diffuse sono: mais, fagioli, yucca e patate; la coltivazione del caffè rappresenta la principale voce dell'economia lecita ed in misura minore la canna da zucchero.
Sono comuni le migrazioni stagionali per lavorare come braccianti nelle piantagioni di canna da zucchero del Valle del cauca.

### Economia illecita
La coca è una pianta di uso tradizionale tra le comunità indigene, si usa sia con scopi medicinali e rituali, che per calmare la fame e non sentire la fatica. La legislazione colombiana permette alle comunità indigene la coltivazione, per gli usi sopra citati, di un massimo di 50 piante per famiglia .
A partire dagli anni '70, con l'apparire del fenomeno del narcotraffico, anche nelle comunità indigene sono comparse coltivazioni di coca, papavero da oppio e cannabis volte al commercio illegale. A queste si associano le cocinas, laboratori rurali dove la foglia di coca viene trasformata in pasta base, per essere poi venduta alle organizzazioni che la raffineranno. Questo ha portato ad un ulteriore incremento della violenza, che si è aggiunta al conflitto armato che vede contrapposte le FARC all'esercito nazionale.